# Aniceto Koplin
Aniceto Koplin, al secolo Adalberto Koplin (Preußisch-Friedland, 30 luglio 1875 – Oświęcim, 16 ottobre 1941), è stato un religioso e presbitero tedesco appartenente all'Ordine dei frati minori cappuccini. Morì martire nel campo di concentramento di Auschwitz. È venerato dalla Chiesa cattolica come beato.

## Biografia
Adalberto era il più piccolo di dodici figli di una famiglia di operai di nazionalità tedesca, che viveva nella Prussia 
Occidentale, al confine con la Polonia. A diciotto anni, il 23 novembre 1893, seguendo la vocazione religiosa, entrò come novizio nel convento dei cappuccini di Sigolsheim in Alsazia. Scelse il nome di Aniceto, che significa "invincibile". Dopo aver pronunciato i voti religiosi, nel 1900 fu ordinato sacerdote, iniziando ad operare a Dieburg e poi nella Ruhr. Per la sua buona conoscenza della lingua polacca, gli fu assegnato il compito di fare da assistente ecclesiastico agli emigrati polacchi che lì lavoravano nelle miniere e nelle acciaierie. Da fervente patriota tedesco, durante la prima guerra mondiale, scrisse anche delle poesie che inneggiavano alla Germania e alla sua vittoria.
Nel 1918 il superiore gli ordinò di andare in Polonia per riorganizzarvi l'Ordine dei Cappuccini; fu mandato quindi a Varsavia, dove vi era una situazione di grave degrado sociale. Dopo lunghi anni di dominio zarista, la Polonia aveva ritrovato la sua libertà, però la situazione economica era disastrosa e la povertà umana e materiale era largamente diffusa. Enorme poi era il divario sociale dove una grande povertà si contrapponeva a una grande ricchezza. Aniceto era di struttura fisica molto possente e fin da giovane si era allenato nella pratica del sollevamento pesi. Mise pertanto questa capacità al servizio del suo apostolato. Per convincere un poliziotto a desistere dal malmenare la moglie e i suoi figli, un giorno lo sollevò di peso sulla sua testa, dicendogli:«Vedi cosa posso farti? E che farà Dio con te se continui ad essere così violento?». Spesso si esibiva nel sollevare tavoli o altri pesi spropositati, alternando ciò alla declamazione di poesie, per poi raccogliere denaro o altri doni per i poveri. Uscendo per la questua, si caricava all'inverosimile di beni per i poveri, per i quali aveva una particolare dedizione. In una sua lettera al padre provinciale dichiarava: «Un particolare impegno, che rappresenta spesso un lavoro gravoso, costituiscono per me i numerosi poveri e la molta gente qui senza lavoro, per i quali quasi giornalmente esco per la questua».
L'altra sua attività preminente era quella di confessore, per parecchie ore al giorno si chiudeva nel confessionale, accogliendo poveri e ricchi, imponendo ai poveri come penitenza di pregare per i ricchi e ai ricchi di donare ai poveri. Fu anche il confessore di sacerdoti e prelati eminenti, come il nunzio apostolico Achille Ratti, futuro papa Pio XI, e il cardinale Alexander Kakovski (al quale in pieno inverno diede come penitenza di donare a una famiglia povera un carro di carbone), e i vescovi Józef Gawlina e Stanisław Gall.
Un'altra sua opera di pietà era quella di dare sepoltura e pregare per le persone che morivano abbandonate da tutti.
Per esprimere la sua grande solidarietà alla gente polacca, che amava, arrivò a cambiare il proprio nome da Koplin in Kopliski.
Quando la Polonia, all'inizio della seconda guerra mondiale, fu invasa dalle armate naziste, la politica di Hitler aveva iniziato a rivelarsi inaccettabile. Quando si trovava a discutere con i suoi confratelli egli spesso aveva espresso il suo dissenso parlando degli avvenimenti politici della Germania. Aveva intravisto e capito lo spirito anticristiano del nazionalsocialismo e la sua portata razzista. Per Aniceto non si poteva entrare a patti con questa corrente politica. Avendo sperimentato fin dalla sua giovinezza l'onestà e la fede della gente polacca sfruttò la propria nazionalità tedesca per ottenere dai tedeschi beni di prima necessità per i polacchi, portando aiuto anche gli ebrei e ai non cattolici.
Quando fu fermato dalla Gestapo per la sua attività a sostegno dei polacchi, interrogato, egli senza scomporsi dichiarò: «Dopo quello che Hitler ha fatto in Polonia, io mi vergogno di essere un tedesco».
Per questo e con l'accusa di aver fatto propaganda antinazista, il 28 giugno 1941, fu arrestato con altri venti cappuccini e rinchiuso nella prigione di Pawiak.
Gli vennero rasati i capelli e la barba e fu spogliato anche del suo abito religioso, gli fu solo concesso di conservare il breviario. Fu torturato, ma resistette stoicamente, dichiarando: «Sono sacerdote e dovunque vi siano uomini, io là opero: siano essi ebrei, polacchi, e ancor più se sofferenti e poveri».
In settembre fu deportato ad Auschwitz e, avendo già sessantasei anni, fu destinato, dopo molti maltrattamenti, ad essere eliminato.
Aniceto pregava e incoraggiava i suoi confratelli ad affrontare con speranza le sofferenze loro inflitte dagli aguzzini nazisti.
Il 16 ottobre, dopo un breve processo farsa, fu gettato con altri in una fossa e gli fu sparsa sopra calce viva, che provocandogli gravi ustioni lo portò a morire in breve tempo fra grandi sofferenze.
La sua morte fu un grande esempio di fede e di fratellanza cristiana: pur essendo tedesco morì ucciso dai tedeschi per aver espresso il suo amore e la sua solidarietà verso polacchi, ebrei, protestanti.

## Culto
Il Martirologio romano fissa la memoria liturgica di padre Aniceto il 16 ottobre insieme a quella di padre Giuseppe Jankowski.
Papa Giovanni Paolo II, nel beatificarlo il 13 giugno 1999, durante il suo ottavo viaggio in Polonia, sottolineò il grande germe di speranza che padre Aniceto aveva sparso con la sua vita e la sua eroica morte, favorendo una futura riconciliazione fra tedeschi e polacchi, fra classi ricche e classi povere, fra ebrei e cristiani.